# Adriano Chicco
Adriano Chicco (Genova, 16 febbraio 1907 – 30 agosto 1990) è stato uno scacchista, compositore di scacchi e avvocato italiano.

## Biografia
|   | a | b | c | d | e | f | g | h |   |
| 8 | b8 alfiere del nero · h8 re del bianco · e7 cavallo del nero · c6 cavallo del bianco · g6 pedone del nero · e5 torre del nero · f5 pedone del nero · a4 torre del bianco · e4 cavallo del bianco · f4 re del nero · a3 cavallo del nero · d3 pedone del bianco · g3 torre del bianco · h3 pedone del bianco · b2 donna del bianco · c2 pedone del nero · f2 pedone del bianco · e1 torre del nero | b8 alfiere del nero · h8 re del bianco · e7 cavallo del nero · c6 cavallo del bianco · g6 pedone del nero · e5 torre del nero · f5 pedone del nero · a4 torre del bianco · e4 cavallo del bianco · f4 re del nero · a3 cavallo del nero · d3 pedone del bianco · g3 torre del bianco · h3 pedone del bianco · b2 donna del bianco · c2 pedone del nero · f2 pedone del bianco · e1 torre del nero | b8 alfiere del nero · h8 re del bianco · e7 cavallo del nero · c6 cavallo del bianco · g6 pedone del nero · e5 torre del nero · f5 pedone del nero · a4 torre del bianco · e4 cavallo del bianco · f4 re del nero · a3 cavallo del nero · d3 pedone del bianco · g3 torre del bianco · h3 pedone del bianco · b2 donna del bianco · c2 pedone del nero · f2 pedone del bianco · e1 torre del nero | b8 alfiere del nero · h8 re del bianco · e7 cavallo del nero · c6 cavallo del bianco · g6 pedone del nero · e5 torre del nero · f5 pedone del nero · a4 torre del bianco · e4 cavallo del bianco · f4 re del nero · a3 cavallo del nero · d3 pedone del bianco · g3 torre del bianco · h3 pedone del bianco · b2 donna del bianco · c2 pedone del nero · f2 pedone del bianco · e1 torre del nero | b8 alfiere del nero · h8 re del bianco · e7 cavallo del nero · c6 cavallo del bianco · g6 pedone del nero · e5 torre del nero · f5 pedone del nero · a4 torre del bianco · e4 cavallo del bianco · f4 re del nero · a3 cavallo del nero · d3 pedone del bianco · g3 torre del bianco · h3 pedone del bianco · b2 donna del bianco · c2 pedone del nero · f2 pedone del bianco · e1 torre del nero | b8 alfiere del nero · h8 re del bianco · e7 cavallo del nero · c6 cavallo del bianco · g6 pedone del nero · e5 torre del nero · f5 pedone del nero · a4 torre del bianco · e4 cavallo del bianco · f4 re del nero · a3 cavallo del nero · d3 pedone del bianco · g3 torre del bianco · h3 pedone del bianco · b2 donna del bianco · c2 pedone del nero · f2 pedone del bianco · e1 torre del nero | b8 alfiere del nero · h8 re del bianco · e7 cavallo del nero · c6 cavallo del bianco · g6 pedone del nero · e5 torre del nero · f5 pedone del nero · a4 torre del bianco · e4 cavallo del bianco · f4 re del nero · a3 cavallo del nero · d3 pedone del bianco · g3 torre del bianco · h3 pedone del bianco · b2 donna del bianco · c2 pedone del nero · f2 pedone del bianco · e1 torre del nero | b8 alfiere del nero · h8 re del bianco · e7 cavallo del nero · c6 cavallo del bianco · g6 pedone del nero · e5 torre del nero · f5 pedone del nero · a4 torre del bianco · e4 cavallo del bianco · f4 re del nero · a3 cavallo del nero · d3 pedone del bianco · g3 torre del bianco · h3 pedone del bianco · b2 donna del bianco · c2 pedone del nero · f2 pedone del bianco · e1 torre del nero | 8 |
| 7 | b8 alfiere del nero · h8 re del bianco · e7 cavallo del nero · c6 cavallo del bianco · g6 pedone del nero · e5 torre del nero · f5 pedone del nero · a4 torre del bianco · e4 cavallo del bianco · f4 re del nero · a3 cavallo del nero · d3 pedone del bianco · g3 torre del bianco · h3 pedone del bianco · b2 donna del bianco · c2 pedone del nero · f2 pedone del bianco · e1 torre del nero | b8 alfiere del nero · h8 re del bianco · e7 cavallo del nero · c6 cavallo del bianco · g6 pedone del nero · e5 torre del nero · f5 pedone del nero · a4 torre del bianco · e4 cavallo del bianco · f4 re del nero · a3 cavallo del nero · d3 pedone del bianco · g3 torre del bianco · h3 pedone del bianco · b2 donna del bianco · c2 pedone del nero · f2 pedone del bianco · e1 torre del nero | b8 alfiere del nero · h8 re del bianco · e7 cavallo del nero · c6 cavallo del bianco · g6 pedone del nero · e5 torre del nero · f5 pedone del nero · a4 torre del bianco · e4 cavallo del bianco · f4 re del nero · a3 cavallo del nero · d3 pedone del bianco · g3 torre del bianco · h3 pedone del bianco · b2 donna del bianco · c2 pedone del nero · f2 pedone del bianco · e1 torre del nero | b8 alfiere del nero · h8 re del bianco · e7 cavallo del nero · c6 cavallo del bianco · g6 pedone del nero · e5 torre del nero · f5 pedone del nero · a4 torre del bianco · e4 cavallo del bianco · f4 re del nero · a3 cavallo del nero · d3 pedone del bianco · g3 torre del bianco · h3 pedone del bianco · b2 donna del bianco · c2 pedone del nero · f2 pedone del bianco · e1 torre del nero | b8 alfiere del nero · h8 re del bianco · e7 cavallo del nero · c6 cavallo del bianco · g6 pedone del nero · e5 torre del nero · f5 pedone del nero · a4 torre del bianco · e4 cavallo del bianco · f4 re del nero · a3 cavallo del nero · d3 pedone del bianco · g3 torre del bianco · h3 pedone del bianco · b2 donna del bianco · c2 pedone del nero · f2 pedone del bianco · e1 torre del nero | b8 alfiere del nero · h8 re del bianco · e7 cavallo del nero · c6 cavallo del bianco · g6 pedone del nero · e5 torre del nero · f5 pedone del nero · a4 torre del bianco · e4 cavallo del bianco · f4 re del nero · a3 cavallo del nero · d3 pedone del bianco · g3 torre del bianco · h3 pedone del bianco · b2 donna del bianco · c2 pedone del nero · f2 pedone del bianco · e1 torre del nero | b8 alfiere del nero · h8 re del bianco · e7 cavallo del nero · c6 cavallo del bianco · g6 pedone del nero · e5 torre del nero · f5 pedone del nero · a4 torre del bianco · e4 cavallo del bianco · f4 re del nero · a3 cavallo del nero · d3 pedone del bianco · g3 torre del bianco · h3 pedone del bianco · b2 donna del bianco · c2 pedone del nero · f2 pedone del bianco · e1 torre del nero | b8 alfiere del nero · h8 re del bianco · e7 cavallo del nero · c6 cavallo del bianco · g6 pedone del nero · e5 torre del nero · f5 pedone del nero · a4 torre del bianco · e4 cavallo del bianco · f4 re del nero · a3 cavallo del nero · d3 pedone del bianco · g3 torre del bianco · h3 pedone del bianco · b2 donna del bianco · c2 pedone del nero · f2 pedone del bianco · e1 torre del nero | 7 |
| 6 | b8 alfiere del nero · h8 re del bianco · e7 cavallo del nero · c6 cavallo del bianco · g6 pedone del nero · e5 torre del nero · f5 pedone del nero · a4 torre del bianco · e4 cavallo del bianco · f4 re del nero · a3 cavallo del nero · d3 pedone del bianco · g3 torre del bianco · h3 pedone del bianco · b2 donna del bianco · c2 pedone del nero · f2 pedone del bianco · e1 torre del nero | b8 alfiere del nero · h8 re del bianco · e7 cavallo del nero · c6 cavallo del bianco · g6 pedone del nero · e5 torre del nero · f5 pedone del nero · a4 torre del bianco · e4 cavallo del bianco · f4 re del nero · a3 cavallo del nero · d3 pedone del bianco · g3 torre del bianco · h3 pedone del bianco · b2 donna del bianco · c2 pedone del nero · f2 pedone del bianco · e1 torre del nero | b8 alfiere del nero · h8 re del bianco · e7 cavallo del nero · c6 cavallo del bianco · g6 pedone del nero · e5 torre del nero · f5 pedone del nero · a4 torre del bianco · e4 cavallo del bianco · f4 re del nero · a3 cavallo del nero · d3 pedone del bianco · g3 torre del bianco · h3 pedone del bianco · b2 donna del bianco · c2 pedone del nero · f2 pedone del bianco · e1 torre del nero | b8 alfiere del nero · h8 re del bianco · e7 cavallo del nero · c6 cavallo del bianco · g6 pedone del nero · e5 torre del nero · f5 pedone del nero · a4 torre del bianco · e4 cavallo del bianco · f4 re del nero · a3 cavallo del nero · d3 pedone del bianco · g3 torre del bianco · h3 pedone del bianco · b2 donna del bianco · c2 pedone del nero · f2 pedone del bianco · e1 torre del nero | b8 alfiere del nero · h8 re del bianco · e7 cavallo del nero · c6 cavallo del bianco · g6 pedone del nero · e5 torre del nero · f5 pedone del nero · a4 torre del bianco · e4 cavallo del bianco · f4 re del nero · a3 cavallo del nero · d3 pedone del bianco · g3 torre del bianco · h3 pedone del bianco · b2 donna del bianco · c2 pedone del nero · f2 pedone del bianco · e1 torre del nero | b8 alfiere del nero · h8 re del bianco · e7 cavallo del nero · c6 cavallo del bianco · g6 pedone del nero · e5 torre del nero · f5 pedone del nero · a4 torre del bianco · e4 cavallo del bianco · f4 re del nero · a3 cavallo del nero · d3 pedone del bianco · g3 torre del bianco · h3 pedone del bianco · b2 donna del bianco · c2 pedone del nero · f2 pedone del bianco · e1 torre del nero | b8 alfiere del nero · h8 re del bianco · e7 cavallo del nero · c6 cavallo del bianco · g6 pedone del nero · e5 torre del nero · f5 pedone del nero · a4 torre del bianco · e4 cavallo del bianco · f4 re del nero · a3 cavallo del nero · d3 pedone del bianco · g3 torre del bianco · h3 pedone del bianco · b2 donna del bianco · c2 pedone del nero · f2 pedone del bianco · e1 torre del nero | b8 alfiere del nero · h8 re del bianco · e7 cavallo del nero · c6 cavallo del bianco · g6 pedone del nero · e5 torre del nero · f5 pedone del nero · a4 torre del bianco · e4 cavallo del bianco · f4 re del nero · a3 cavallo del nero · d3 pedone del bianco · g3 torre del bianco · h3 pedone del bianco · b2 donna del bianco · c2 pedone del nero · f2 pedone del bianco · e1 torre del nero | 6 |
| 5 | b8 alfiere del nero · h8 re del bianco · e7 cavallo del nero · c6 cavallo del bianco · g6 pedone del nero · e5 torre del nero · f5 pedone del nero · a4 torre del bianco · e4 cavallo del bianco · f4 re del nero · a3 cavallo del nero · d3 pedone del bianco · g3 torre del bianco · h3 pedone del bianco · b2 donna del bianco · c2 pedone del nero · f2 pedone del bianco · e1 torre del nero | b8 alfiere del nero · h8 re del bianco · e7 cavallo del nero · c6 cavallo del bianco · g6 pedone del nero · e5 torre del nero · f5 pedone del nero · a4 torre del bianco · e4 cavallo del bianco · f4 re del nero · a3 cavallo del nero · d3 pedone del bianco · g3 torre del bianco · h3 pedone del bianco · b2 donna del bianco · c2 pedone del nero · f2 pedone del bianco · e1 torre del nero | b8 alfiere del nero · h8 re del bianco · e7 cavallo del nero · c6 cavallo del bianco · g6 pedone del nero · e5 torre del nero · f5 pedone del nero · a4 torre del bianco · e4 cavallo del bianco · f4 re del nero · a3 cavallo del nero · d3 pedone del bianco · g3 torre del bianco · h3 pedone del bianco · b2 donna del bianco · c2 pedone del nero · f2 pedone del bianco · e1 torre del nero | b8 alfiere del nero · h8 re del bianco · e7 cavallo del nero · c6 cavallo del bianco · g6 pedone del nero · e5 torre del nero · f5 pedone del nero · a4 torre del bianco · e4 cavallo del bianco · f4 re del nero · a3 cavallo del nero · d3 pedone del bianco · g3 torre del bianco · h3 pedone del bianco · b2 donna del bianco · c2 pedone del nero · f2 pedone del bianco · e1 torre del nero | b8 alfiere del nero · h8 re del bianco · e7 cavallo del nero · c6 cavallo del bianco · g6 pedone del nero · e5 torre del nero · f5 pedone del nero · a4 torre del bianco · e4 cavallo del bianco · f4 re del nero · a3 cavallo del nero · d3 pedone del bianco · g3 torre del bianco · h3 pedone del bianco · b2 donna del bianco · c2 pedone del nero · f2 pedone del bianco · e1 torre del nero | b8 alfiere del nero · h8 re del bianco · e7 cavallo del nero · c6 cavallo del bianco · g6 pedone del nero · e5 torre del nero · f5 pedone del nero · a4 torre del bianco · e4 cavallo del bianco · f4 re del nero · a3 cavallo del nero · d3 pedone del bianco · g3 torre del bianco · h3 pedone del bianco · b2 donna del bianco · c2 pedone del nero · f2 pedone del bianco · e1 torre del nero | b8 alfiere del nero · h8 re del bianco · e7 cavallo del nero · c6 cavallo del bianco · g6 pedone del nero · e5 torre del nero · f5 pedone del nero · a4 torre del bianco · e4 cavallo del bianco · f4 re del nero · a3 cavallo del nero · d3 pedone del bianco · g3 torre del bianco · h3 pedone del bianco · b2 donna del bianco · c2 pedone del nero · f2 pedone del bianco · e1 torre del nero | b8 alfiere del nero · h8 re del bianco · e7 cavallo del nero · c6 cavallo del bianco · g6 pedone del nero · e5 torre del nero · f5 pedone del nero · a4 torre del bianco · e4 cavallo del bianco · f4 re del nero · a3 cavallo del nero · d3 pedone del bianco · g3 torre del bianco · h3 pedone del bianco · b2 donna del bianco · c2 pedone del nero · f2 pedone del bianco · e1 torre del nero | 5 |
| 4 | b8 alfiere del nero · h8 re del bianco · e7 cavallo del nero · c6 cavallo del bianco · g6 pedone del nero · e5 torre del nero · f5 pedone del nero · a4 torre del bianco · e4 cavallo del bianco · f4 re del nero · a3 cavallo del nero · d3 pedone del bianco · g3 torre del bianco · h3 pedone del bianco · b2 donna del bianco · c2 pedone del nero · f2 pedone del bianco · e1 torre del nero | b8 alfiere del nero · h8 re del bianco · e7 cavallo del nero · c6 cavallo del bianco · g6 pedone del nero · e5 torre del nero · f5 pedone del nero · a4 torre del bianco · e4 cavallo del bianco · f4 re del nero · a3 cavallo del nero · d3 pedone del bianco · g3 torre del bianco · h3 pedone del bianco · b2 donna del bianco · c2 pedone del nero · f2 pedone del bianco · e1 torre del nero | b8 alfiere del nero · h8 re del bianco · e7 cavallo del nero · c6 cavallo del bianco · g6 pedone del nero · e5 torre del nero · f5 pedone del nero · a4 torre del bianco · e4 cavallo del bianco · f4 re del nero · a3 cavallo del nero · d3 pedone del bianco · g3 torre del bianco · h3 pedone del bianco · b2 donna del bianco · c2 pedone del nero · f2 pedone del bianco · e1 torre del nero | b8 alfiere del nero · h8 re del bianco · e7 cavallo del nero · c6 cavallo del bianco · g6 pedone del nero · e5 torre del nero · f5 pedone del nero · a4 torre del bianco · e4 cavallo del bianco · f4 re del nero · a3 cavallo del nero · d3 pedone del bianco · g3 torre del bianco · h3 pedone del bianco · b2 donna del bianco · c2 pedone del nero · f2 pedone del bianco · e1 torre del nero | b8 alfiere del nero · h8 re del bianco · e7 cavallo del nero · c6 cavallo del bianco · g6 pedone del nero · e5 torre del nero · f5 pedone del nero · a4 torre del bianco · e4 cavallo del bianco · f4 re del nero · a3 cavallo del nero · d3 pedone del bianco · g3 torre del bianco · h3 pedone del bianco · b2 donna del bianco · c2 pedone del nero · f2 pedone del bianco · e1 torre del nero | b8 alfiere del nero · h8 re del bianco · e7 cavallo del nero · c6 cavallo del bianco · g6 pedone del nero · e5 torre del nero · f5 pedone del nero · a4 torre del bianco · e4 cavallo del bianco · f4 re del nero · a3 cavallo del nero · d3 pedone del bianco · g3 torre del bianco · h3 pedone del bianco · b2 donna del bianco · c2 pedone del nero · f2 pedone del bianco · e1 torre del nero | b8 alfiere del nero · h8 re del bianco · e7 cavallo del nero · c6 cavallo del bianco · g6 pedone del nero · e5 torre del nero · f5 pedone del nero · a4 torre del bianco · e4 cavallo del bianco · f4 re del nero · a3 cavallo del nero · d3 pedone del bianco · g3 torre del bianco · h3 pedone del bianco · b2 donna del bianco · c2 pedone del nero · f2 pedone del bianco · e1 torre del nero | b8 alfiere del nero · h8 re del bianco · e7 cavallo del nero · c6 cavallo del bianco · g6 pedone del nero · e5 torre del nero · f5 pedone del nero · a4 torre del bianco · e4 cavallo del bianco · f4 re del nero · a3 cavallo del nero · d3 pedone del bianco · g3 torre del bianco · h3 pedone del bianco · b2 donna del bianco · c2 pedone del nero · f2 pedone del bianco · e1 torre del nero | 4 |
| 3 | b8 alfiere del nero · h8 re del bianco · e7 cavallo del nero · c6 cavallo del bianco · g6 pedone del nero · e5 torre del nero · f5 pedone del nero · a4 torre del bianco · e4 cavallo del bianco · f4 re del nero · a3 cavallo del nero · d3 pedone del bianco · g3 torre del bianco · h3 pedone del bianco · b2 donna del bianco · c2 pedone del nero · f2 pedone del bianco · e1 torre del nero | b8 alfiere del nero · h8 re del bianco · e7 cavallo del nero · c6 cavallo del bianco · g6 pedone del nero · e5 torre del nero · f5 pedone del nero · a4 torre del bianco · e4 cavallo del bianco · f4 re del nero · a3 cavallo del nero · d3 pedone del bianco · g3 torre del bianco · h3 pedone del bianco · b2 donna del bianco · c2 pedone del nero · f2 pedone del bianco · e1 torre del nero | b8 alfiere del nero · h8 re del bianco · e7 cavallo del nero · c6 cavallo del bianco · g6 pedone del nero · e5 torre del nero · f5 pedone del nero · a4 torre del bianco · e4 cavallo del bianco · f4 re del nero · a3 cavallo del nero · d3 pedone del bianco · g3 torre del bianco · h3 pedone del bianco · b2 donna del bianco · c2 pedone del nero · f2 pedone del bianco · e1 torre del nero | b8 alfiere del nero · h8 re del bianco · e7 cavallo del nero · c6 cavallo del bianco · g6 pedone del nero · e5 torre del nero · f5 pedone del nero · a4 torre del bianco · e4 cavallo del bianco · f4 re del nero · a3 cavallo del nero · d3 pedone del bianco · g3 torre del bianco · h3 pedone del bianco · b2 donna del bianco · c2 pedone del nero · f2 pedone del bianco · e1 torre del nero | b8 alfiere del nero · h8 re del bianco · e7 cavallo del nero · c6 cavallo del bianco · g6 pedone del nero · e5 torre del nero · f5 pedone del nero · a4 torre del bianco · e4 cavallo del bianco · f4 re del nero · a3 cavallo del nero · d3 pedone del bianco · g3 torre del bianco · h3 pedone del bianco · b2 donna del bianco · c2 pedone del nero · f2 pedone del bianco · e1 torre del nero | b8 alfiere del nero · h8 re del bianco · e7 cavallo del nero · c6 cavallo del bianco · g6 pedone del nero · e5 torre del nero · f5 pedone del nero · a4 torre del bianco · e4 cavallo del bianco · f4 re del nero · a3 cavallo del nero · d3 pedone del bianco · g3 torre del bianco · h3 pedone del bianco · b2 donna del bianco · c2 pedone del nero · f2 pedone del bianco · e1 torre del nero | b8 alfiere del nero · h8 re del bianco · e7 cavallo del nero · c6 cavallo del bianco · g6 pedone del nero · e5 torre del nero · f5 pedone del nero · a4 torre del bianco · e4 cavallo del bianco · f4 re del nero · a3 cavallo del nero · d3 pedone del bianco · g3 torre del bianco · h3 pedone del bianco · b2 donna del bianco · c2 pedone del nero · f2 pedone del bianco · e1 torre del nero | b8 alfiere del nero · h8 re del bianco · e7 cavallo del nero · c6 cavallo del bianco · g6 pedone del nero · e5 torre del nero · f5 pedone del nero · a4 torre del bianco · e4 cavallo del bianco · f4 re del nero · a3 cavallo del nero · d3 pedone del bianco · g3 torre del bianco · h3 pedone del bianco · b2 donna del bianco · c2 pedone del nero · f2 pedone del bianco · e1 torre del nero | 3 |
| 2 | b8 alfiere del nero · h8 re del bianco · e7 cavallo del nero · c6 cavallo del bianco · g6 pedone del nero · e5 torre del nero · f5 pedone del nero · a4 torre del bianco · e4 cavallo del bianco · f4 re del nero · a3 cavallo del nero · d3 pedone del bianco · g3 torre del bianco · h3 pedone del bianco · b2 donna del bianco · c2 pedone del nero · f2 pedone del bianco · e1 torre del nero | b8 alfiere del nero · h8 re del bianco · e7 cavallo del nero · c6 cavallo del bianco · g6 pedone del nero · e5 torre del nero · f5 pedone del nero · a4 torre del bianco · e4 cavallo del bianco · f4 re del nero · a3 cavallo del nero · d3 pedone del bianco · g3 torre del bianco · h3 pedone del bianco · b2 donna del bianco · c2 pedone del nero · f2 pedone del bianco · e1 torre del nero | b8 alfiere del nero · h8 re del bianco · e7 cavallo del nero · c6 cavallo del bianco · g6 pedone del nero · e5 torre del nero · f5 pedone del nero · a4 torre del bianco · e4 cavallo del bianco · f4 re del nero · a3 cavallo del nero · d3 pedone del bianco · g3 torre del bianco · h3 pedone del bianco · b2 donna del bianco · c2 pedone del nero · f2 pedone del bianco · e1 torre del nero | b8 alfiere del nero · h8 re del bianco · e7 cavallo del nero · c6 cavallo del bianco · g6 pedone del nero · e5 torre del nero · f5 pedone del nero · a4 torre del bianco · e4 cavallo del bianco · f4 re del nero · a3 cavallo del nero · d3 pedone del bianco · g3 torre del bianco · h3 pedone del bianco · b2 donna del bianco · c2 pedone del nero · f2 pedone del bianco · e1 torre del nero | b8 alfiere del nero · h8 re del bianco · e7 cavallo del nero · c6 cavallo del bianco · g6 pedone del nero · e5 torre del nero · f5 pedone del nero · a4 torre del bianco · e4 cavallo del bianco · f4 re del nero · a3 cavallo del nero · d3 pedone del bianco · g3 torre del bianco · h3 pedone del bianco · b2 donna del bianco · c2 pedone del nero · f2 pedone del bianco · e1 torre del nero | b8 alfiere del nero · h8 re del bianco · e7 cavallo del nero · c6 cavallo del bianco · g6 pedone del nero · e5 torre del nero · f5 pedone del nero · a4 torre del bianco · e4 cavallo del bianco · f4 re del nero · a3 cavallo del nero · d3 pedone del bianco · g3 torre del bianco · h3 pedone del bianco · b2 donna del bianco · c2 pedone del nero · f2 pedone del bianco · e1 torre del nero | b8 alfiere del nero · h8 re del bianco · e7 cavallo del nero · c6 cavallo del bianco · g6 pedone del nero · e5 torre del nero · f5 pedone del nero · a4 torre del bianco · e4 cavallo del bianco · f4 re del nero · a3 cavallo del nero · d3 pedone del bianco · g3 torre del bianco · h3 pedone del bianco · b2 donna del bianco · c2 pedone del nero · f2 pedone del bianco · e1 torre del nero | b8 alfiere del nero · h8 re del bianco · e7 cavallo del nero · c6 cavallo del bianco · g6 pedone del nero · e5 torre del nero · f5 pedone del nero · a4 torre del bianco · e4 cavallo del bianco · f4 re del nero · a3 cavallo del nero · d3 pedone del bianco · g3 torre del bianco · h3 pedone del bianco · b2 donna del bianco · c2 pedone del nero · f2 pedone del bianco · e1 torre del nero | 2 |
| 1 | b8 alfiere del nero · h8 re del bianco · e7 cavallo del nero · c6 cavallo del bianco · g6 pedone del nero · e5 torre del nero · f5 pedone del nero · a4 torre del bianco · e4 cavallo del bianco · f4 re del nero · a3 cavallo del nero · d3 pedone del bianco · g3 torre del bianco · h3 pedone del bianco · b2 donna del bianco · c2 pedone del nero · f2 pedone del bianco · e1 torre del nero | b8 alfiere del nero · h8 re del bianco · e7 cavallo del nero · c6 cavallo del bianco · g6 pedone del nero · e5 torre del nero · f5 pedone del nero · a4 torre del bianco · e4 cavallo del bianco · f4 re del nero · a3 cavallo del nero · d3 pedone del bianco · g3 torre del bianco · h3 pedone del bianco · b2 donna del bianco · c2 pedone del nero · f2 pedone del bianco · e1 torre del nero | b8 alfiere del nero · h8 re del bianco · e7 cavallo del nero · c6 cavallo del bianco · g6 pedone del nero · e5 torre del nero · f5 pedone del nero · a4 torre del bianco · e4 cavallo del bianco · f4 re del nero · a3 cavallo del nero · d3 pedone del bianco · g3 torre del bianco · h3 pedone del bianco · b2 donna del bianco · c2 pedone del nero · f2 pedone del bianco · e1 torre del nero | b8 alfiere del nero · h8 re del bianco · e7 cavallo del nero · c6 cavallo del bianco · g6 pedone del nero · e5 torre del nero · f5 pedone del nero · a4 torre del bianco · e4 cavallo del bianco · f4 re del nero · a3 cavallo del nero · d3 pedone del bianco · g3 torre del bianco · h3 pedone del bianco · b2 donna del bianco · c2 pedone del nero · f2 pedone del bianco · e1 torre del nero | b8 alfiere del nero · h8 re del bianco · e7 cavallo del nero · c6 cavallo del bianco · g6 pedone del nero · e5 torre del nero · f5 pedone del nero · a4 torre del bianco · e4 cavallo del bianco · f4 re del nero · a3 cavallo del nero · d3 pedone del bianco · g3 torre del bianco · h3 pedone del bianco · b2 donna del bianco · c2 pedone del nero · f2 pedone del bianco · e1 torre del nero | b8 alfiere del nero · h8 re del bianco · e7 cavallo del nero · c6 cavallo del bianco · g6 pedone del nero · e5 torre del nero · f5 pedone del nero · a4 torre del bianco · e4 cavallo del bianco · f4 re del nero · a3 cavallo del nero · d3 pedone del bianco · g3 torre del bianco · h3 pedone del bianco · b2 donna del bianco · c2 pedone del nero · f2 pedone del bianco · e1 torre del nero | b8 alfiere del nero · h8 re del bianco · e7 cavallo del nero · c6 cavallo del bianco · g6 pedone del nero · e5 torre del nero · f5 pedone del nero · a4 torre del bianco · e4 cavallo del bianco · f4 re del nero · a3 cavallo del nero · d3 pedone del bianco · g3 torre del bianco · h3 pedone del bianco · b2 donna del bianco · c2 pedone del nero · f2 pedone del bianco · e1 torre del nero | b8 alfiere del nero · h8 re del bianco · e7 cavallo del nero · c6 cavallo del bianco · g6 pedone del nero · e5 torre del nero · f5 pedone del nero · a4 torre del bianco · e4 cavallo del bianco · f4 re del nero · a3 cavallo del nero · d3 pedone del bianco · g3 torre del bianco · h3 pedone del bianco · b2 donna del bianco · c2 pedone del nero · f2 pedone del bianco · e1 torre del nero | 1 |
|   | a | b | c | d | e | f | g | h |   |

Soluzione:
Chiave: 1. Cd4! (minaccia 2. Tf3#)

1...T1xe4  2. Ce2#

1...T5xe4  2. Ce6#

1...fxe4    2. Tg4#

1...Te3     2. fxe3#
Nato a Genova nel 1907, avvocato dello Stato di professione, Adriano Chicco è stato il maggiore storico italiano degli scacchi. Di particolare rilievo la sua opera Storia degli scacchi in Italia, scritta in collaborazione con Antonio Rosino.
Autore di circa 540 problemi in due e tre mosse, di cui 118 premiati (47 primi premi), ha conseguito dalla FIDE i titoli di Maestro internazionale per la composizione e di Arbitro internazionale.
Collezionista di libri e antichi codici scacchistici, Chicco ha scritto articoli, saggi, libri e un fondamentale Dizionario enciclopedico degli scacchi assieme a Giorgio Porreca, considerato dagli esperti un «classico» della letteratura scacchistica. Ha diretto per sedici anni la sezione problemi della rivista L'Italia Scacchistica. Nel 1983 l'AMIS (Associazione italiana Maestri di scacchi) gli ha conferito il premio internazionale Gioacchino Greco "Una vita per gli scacchi". È morto a ottantatré anni nel 1990.
Il problema a fianco vinse il primo premio in un concorso della rivista L'Italia Scacchistica del 1933.

## Libri e altre pubblicazioni

Adriano Chicco in un momento di relax

- Gli scacchi in Liguria, Savona, Officina d'arte, 1939.
- Un manoscritto inedito del 1500 sul giuoco degli scacchi, Firenze, L'Italia scacchistica, 1939.
- Zibaldone di pensieri scacchistici, Genova, A. Lombardo, 1945.
- Fortuna degli scacchi nel '500, Milano, L'Italia scacchistica, 1946.
- Gli scacchi nel Regno di Napoli, Milano, L'Italia scacchistica, 1949.
- Contributi alla storia dei problemi di scacchi: Gilio de' Zelati e Ercole del Rio, Milano, L'Italia scacchistica, 1950.
- Ruy Lopez de Segura, Milano, L'Italia scacchistica (supplemento a), 1980.
- Luigi Centurini, Milano, L'Italia scacchistica (supplemento a), 1982.

In collaborazione con Giorgio Porreca
- Il libro completo degli scacchi, Milano, Mursia, 1959.
- Dizionario enciclopedico degli scacchi, Milano, Mursia, 1971. OCLC 859448088

In collaborazione con Franco Pratesi e Alessandro Sanvito
- Medioevo scacchistico toscano, Milano, L'Italia scacchistica (supplemento a), 1985.

In collaborazione con Alessandro Sanvito
- Lineamenti di una bibliografia italiana degli scacchi, Roma, AMIS, 1987.

In collaborazione con Antonio Rosino
- Storia degli scacchi in Italia, Venezia, Marsilio, 1990. ISBN 88-317-5383-5.